# Campsis radicans
Campsis radicans es una especie de enredadera grande y vigorosa, leñosa, de la familia de las Bignoniaceae, notable por sus vistosas flores en forma de trompeta. Comúnmente llamada bignonia roja, trompeta trepadora y jazmín de Virginia.

## Descripción

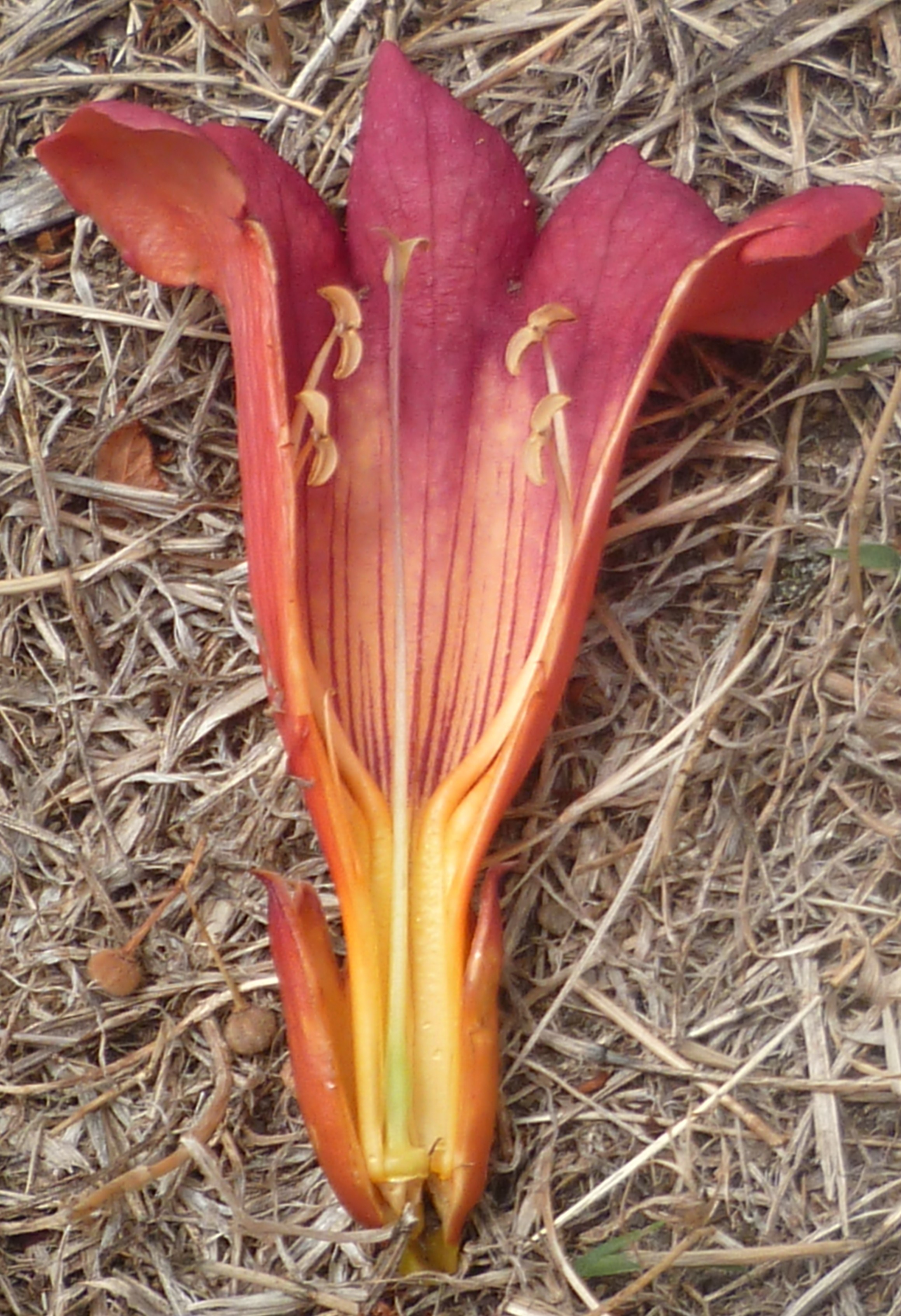
Flor disección

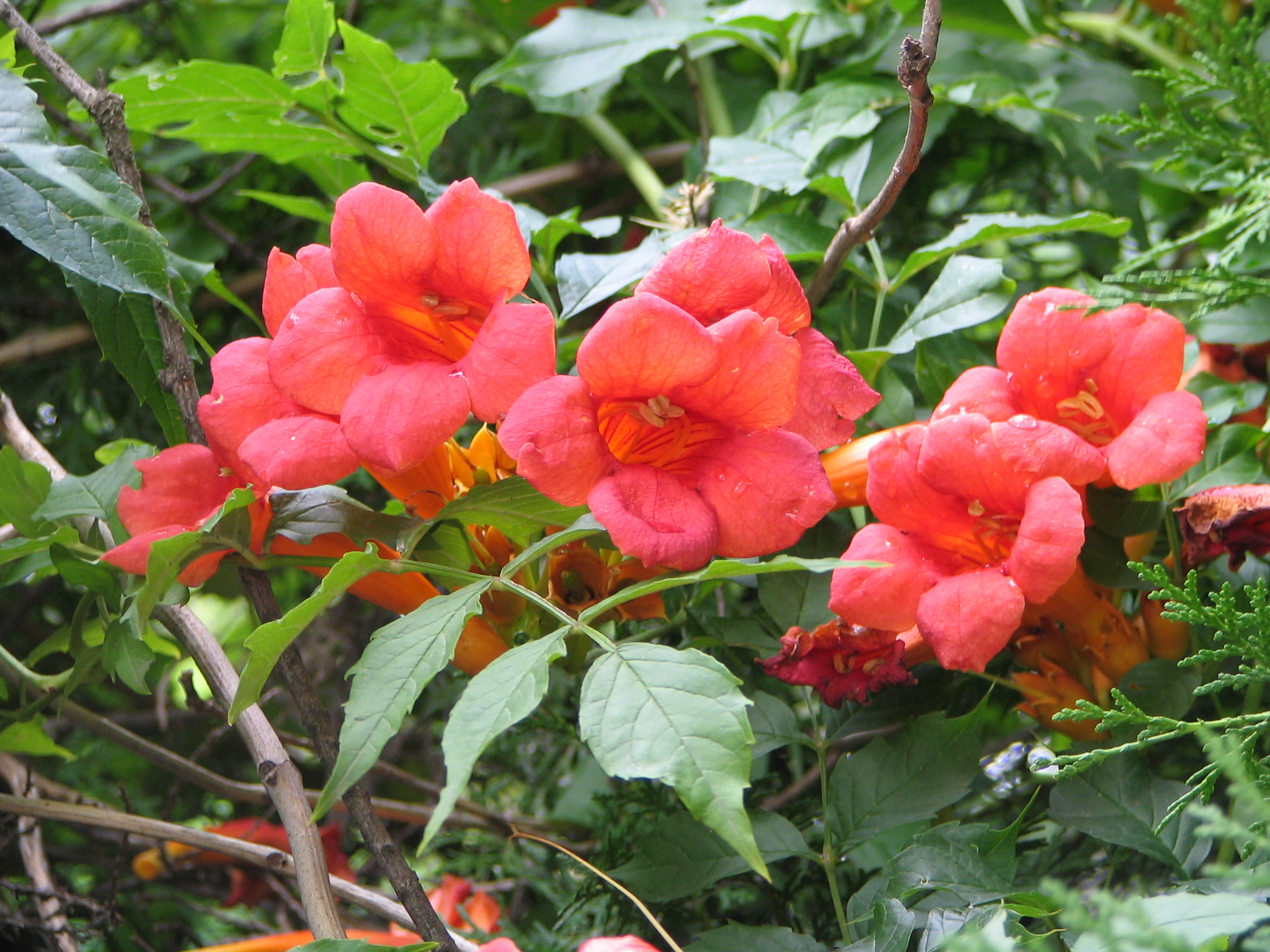
Vista de la planta

Esta trepadora es nativa de bosques del sudeste de Estados Unidos, y es una planta perenne común en jardines, son muy resistentes y toleran hasta -34 °C. Su tronco es grueso, y puede elevarse hasta los 10 m de altura, con raíces aéreas cortas y numerosas a través de las cuales trepa. Su látex es irritante para la piel.
No se debe subestimarse el vigor de la especie. En tiempo caluroso pone centenares de zarcillos en cualquier superficie apta, y eventualmente se expande con ramas leñosas de varios centímetros de diámetro. Crece bien en árboles, cercas, postes y pérgolas, aunque puede desmembrarse en el proceso de expansión. Se recomiendan podas fuertes. Fuera de su área nativa, tiene el potencial de ser altamente invasora, incluso tan al norte como Nueva Inglaterra.

### Hojas
Caducifolia, hojas ovadas, pinnadas, 8-11 foliolos oblongos, de 3–10 cm de largo por 2-6 de ancho, con las hojas nuevas verde esmeralda, y al madurar pasan a verde oscuro.

### Flores
Flores en cima dicotómica terminal de 4–12, anaranjadas a rojo con la garganta amarillenta, cáliz acampanado, dentado, corola infundibuliforme, tubular, 4 cm de ancho; y aparecen generalmente luego de varios meses de tiempo cálido. Puede alcanzar 10 m de largo.
Las flores son muy atractivas para colibríes, y muchas otras especies de aves que anidan en el follaje denso. Frutos vainas, al ir madurando, se secan y se parten, liberando centenares de semillas papilosas, finas, pardas. Germina fácilmente cuando se estratifican.

### Frutos
Los frutos son cápsulas de forma casi cilíndrica, leñosa, lisa, de color castaño, de 10 a 15 cm de longitud.

## Taxonomía
Campsis radicans fue descrita por (L.) Seem. ex Bureau  y publicado en Monographie des Bignoniacées. 2e these 2(Atlas): 16. 1864.
Sinonimia
- Bignonia coccinea Steud.
- Bignonia florida Salisb.
- Bignonia radicans L.	basónimo
- Bignonia radicans var. coccinea Pursh
- Bignonia radicans var. flammea Pursh
- Bignonia radicans var. minor Castigl.
- Campsis curtisii Seem.
- Gelseminum radicans (L.) Kuntze
- Tecoma radicans (L.) Juss.
- Tecoma radicans var. minor DC.
- Tecoma radicans var. praecox Rehder[3][4]

## Nombres comunes
Campsis, enredadera de trompeta, jazmín de Virginia, bignonia roja, trompeta trepadora, trompetilla o trompa de fuego. Cornetín (norte de México)